# Gynoplistia splendens
Gynoplistia splendens är en tvåvingeart som beskrevs av Alexander 1922. Gynoplistia splendens ingår i släktet Gynoplistia och familjen småharkrankar. Inga underarter finns listade i Catalogue of Life.